# Uga colliscutellum
Uga colliscutellum är en stekelart som först beskrevs av Girault 1922.  Uga colliscutellum ingår i släktet Uga och familjen bredlårsteklar. Inga underarter finns listade i Catalogue of Life.